# Brachystele
Brachystele Schltr., 1920 è un genere di piante della famiglia delle Orchidacee diffuso nel Nuovo Mondo.

## Tassonomia
Comprende le seguenti specie:
- Brachystele arechavaletae (Kraenzl.) Schltr.
- Brachystele bicrinita Szlach.
- Brachystele bracteosa (Lindl.) Schltr.
- Brachystele burkartii M.N.Correa
- Brachystele camporum (Lindl.) Schltr.
- Brachystele chlorops (Rchb.f.) Schltr.
- Brachystele cyclochila (Kraenzl.) Schltr.
- Brachystele delicatula (Kraenzl.) Schltr.
- Brachystele dilatata (Lindl.) Schltr.
- Brachystele guayanensis (Lindl.) Schltr.
- Brachystele luzmariana Szlach. & R.González
- Brachystele maasii Szlach.
- Brachystele oxyanthos Szlach
- Brachystele pappulosa Szlach
- Brachystele scabrilingua Szlach
- Brachystele subfiliformis (Cogn.) Schltr
- Brachystele tamayoana Szlach.
- Brachystele unilateralis (Poir.) Schltr
- Brachystele waldemarii Szlach.
- Brachystele widgrenii (Rchb.f.) Schltr.